# Essigsäurepentylester
Essigsäurepentylester (auch Essigsäure-n-pentylester, Pentylacetat oder Amylacetat) ist eine organisch-chemische Verbindung aus der Stoffgruppe der Pentylacetate. Der Ester leitet sich von Essigsäure und n-Pentanol ab. Isomere Verbindungen, die sich von anderen Isomeren des n-Pentanols ableiten, sind Isoamylacetat, 2-Pentylacetat und 2-Methylbutylacetat.

## Geschichte
Früher wurde die Hefner-Kerze als Lichtnormal verwendet, die als Brennstoff Amylacetat nutzt.

## Vorkommen

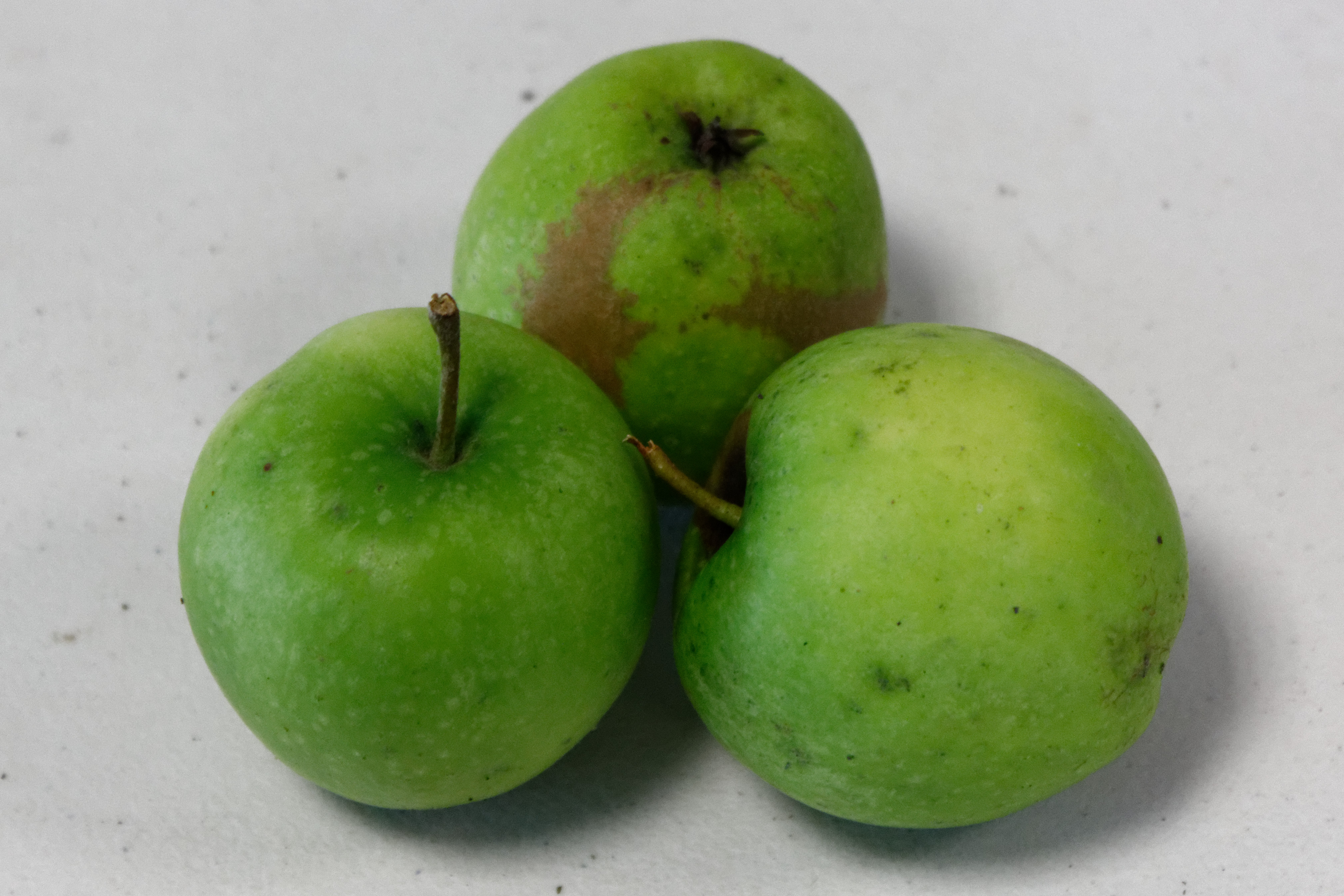
Apfelsorte Granny Smith

Pentylacetat kommt beispielsweise in Äpfeln (z. B. Sorten Granny Smith und Gala), sowie in Bananen und Birnen vor, wo es jeweils eine der charakteristischen Aromakomponenten ist. Außerdem kommt es in Pfirsichsaft, sowie Pflaumen und Papaya vor.

## Gewinnung und Darstellung
Großtechnisch wird Essigsäurepentylester durch säurekatalysierte Veresterung von Essigsäure mit 1-Pentanol hergestellt.

## Eigenschaften

### Physikalische Eigenschaften
Essigsäurepentylester hat eine relative Gasdichte von 4,49 (Dichteverhältnis zu trockener Luft bei gleicher Temperatur und gleichem Druck) und eine relative Dichte des Dampf-Luft-Gemisches von 1,02 (Dichteverhältnis zu trockener Luft bei 20 °C und Normaldruck).

### Chemische Eigenschaften
Essigsäurepentylester ist eine entzündbare Flüssigkeit aus der Gruppe der Carbonsäureester. Die Dämpfe können mit Luft beim Erhitzen des Stoffes über seinen Flammpunkt explosive Gemische bilden. Dies ist bereits bei erhöhter Umgebungstemperatur möglich. Zudem ist er schwer löslich in Wasser (10 g/l bei 20 °C) und leichter als Wasser. Essigsäurepentylester ist mittel bzw. schwer flüchtig.

## Verwendung
Pentylacetat ist in der EU unter der FL-Nummer 09.021 als Aromastoff für Lebensmittel allgemein zugelassen.
Essigsäurepentylester ist ein bedeutendes Lösungsmittel für die Lackindustrie. Es weist eine hohe Lösekraft für zahlreiche natürliche und synthetische Harze auf. Darum wird es meist zum Lösen oder Verdünnen von Acrylaten oder Cellulosederivaten verwendet. Ferner wird es auch als Lösungsmittel für Kfz-Reparaturlacke auf Basis von Polyurethan-Harzen, Nitroemulsionslacke und Speziallacke eingesetzt. Darüber hinaus findet Essigsäurepentylester Anwendung als Zusatzstoff in Reinigungsmitteln oder als Extraktionsmittel für Stoffe aus wässrigen Systemen.

## Sicherheitshinweise
Essigsäurepentylester wird hauptsächlich durch die Atemwege aufgenommen. Bei Aufnahme oder Verschlucken kann es zu Reizwirkungen auf Atemwege, Haut und Augen kommen. Außerdem besteht bei hohen Konzentrationen die Gefahr einer Störung des Zentralnervensystems. Chronische Folgen einer zu langen Exposition können Hautveränderungen sowie Reizwirkungen auf Schleimhäute sein. Der Explosionsbereich liegt zwischen 1,0 Vol.‑% (54 g/m3) als untere Explosionsgrenze (UEG) und 7,5 Vol.‑% (405 g/m3) als obere Explosionsgrenze (OEG). Der maximale Explosionsdruck wurde auf 8,4 bar ermittelt. Die Zündtemperatur beträgt 350 °C. Der Stoff fällt somit in die Temperaturklasse T2. Mit einem Flammpunkt von 41 °C gilt n-Pentylacetat als relativ schwer entflammbar.